# Vogtländisches Oberland
Vogtländisches Oberland è un comune di 2.956 abitanti della Turingia, in Germania.
Appartiene al circondario (Landkreis) di Greiz (targa GRZ) ed è indipendente delle comunità amministrative.